# Hori Tatsuo

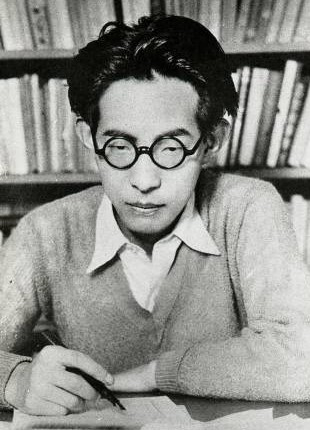
Hori Tatsuo

Hori Tatsuo (japanisch 堀 辰雄; * 28. Dezember 1904 in Tokio; † 28. Mai 1953) war ein japanischer Schriftsteller und Übersetzer.

## Leben und Wirken
Hori Tatsuo studierte an der Universität Tokio und schloss sich während des Studiums einem Kreis an, der vom Dichter Murō Saisei begründet worden war. Er verfasste Übersetzungen französischer Lyrik für dessen Magazin „Roba“ (驢馬). So wurde er als Übersetzer von Werken zeitgenössischer französischer Schriftsteller wie Guillaume Apollinaire und Jean Cocteau, André Gide, Marcel Proust und François Mauriac und des Deutschen Rainer Maria Rilke bekannt.
Hori war Schüler und Freund von Akutagawa Ryūnosuke, dessen Werke er nach seinem Tod herausgab. Seine eigenen Gedichte und Erzählungen sind charakterisiert durch die Atmosphäre von Berg-Sanatorien. Auch die Beschäftigung mit dem Tod reflektiert seinen langen Kampf mit der Tuberkulose. Sein Stil ist impressionistisch und oft fehlt eine eigentliche Handlung.
Er verfasste mehrere Novellen, darunter Kaze tachinu (1936–37), der das Leben eines Mannes und einer Frau in einem Tuberkulose-Sanatorium in den Bergen von Nagano zum Thema hat. Dieses Werk diente Hayao Miyazaki als Vorlage für dessen gleichnamigen Manga, der 2013 wiederum als Kinofilm umgesetzt wurde. 1941 verfasste er mit Naoko seinen ersten Roman.

## Werke (Auswahl)
- Sei kazoku (聖家族), 1930
  - dt. Die heilige Familie, übersetzt von Kakuji Watanabe, in: Japanische Meister der Erzählung, 1960
- Kaifukuki (恢復期)
  - dt. Die Krankheit, übersetzt von Shin Aizu, in: Der schwermütige Ladekran, 1960
- Banka (晩夏)
  - dt. Ein Spätsommer, übersetzt von Gunter Zobel, Sanshusha, Tokyo 1974[1]
- Utsukushii Mura (美しい村), 1933, Novelle
- Kaze tachinu (風立ちぬ), 1936–37, Novelle
  - dt. Der Wind erhebt sich, übersetzt von Sabine Mangold, Mitteldeutscher Verlag, Halle 2022, ISBN 978-3-96311-682-7[2]
- Naoko (菜穂子), 1941, Roman
- „Gesamtausgabe des Werks von Hori Tatsuo“ 堀辰雄全集, 1950 mit dem Mainichi-Kulturpreis ausgezeichnet